# Achterdam (Alkmaar)
De Achterdam is een steeg in Alkmaar, waar zich ongeveer 67 werkplekken voor raamprostitutie bevinden. In 2011 werkten er voornamelijk Oost-Europese prostituees. De prostitutiekamerhuurprijs op de Achterdam is 130 euro per dag. De dames moeten per dag steeds opnieuw proberen een kamer voor die dag te bemachtigen: wie het eerst komt, het eerst maalt.

## Geschiedenis en gemeentelijk beleid
Raamprostitutie aan de Achterdam ontstond vermoedelijk rond 1971.
Sinds vermoedelijk oktober 2000 (afschaffing landelijke ‘bordeelverbod’) mag een seksinrichting in Alkmaar, zoals de prostitutiepanden aan de Achterdam, alleen geëxploiteerd worden met een vergunning van de gemeente.
Tot 31 augustus 2011 telde de Achterdam 120 à 125 prostitutieramen, waarvan 92 beheerd door firma Nool.
Per 1 september 2011 moesten 65 ramen van exploitant Nool op gemeentelijk bevel dicht. (zie § 'Prostitutie als ‘criminele activiteit’'), 27 ramen bleven open, Nool opende zeven nieuwe ramen, vier andere exploitanten hebben samen 33 ramen. Bij elkaar waren er per 1 september 2011 dus 67 ramen.
Per 1 september 2011 geldt, dat prostituees aan de Achterdam zich eerst moeten laten registreren bij “het prostitutieloket van de gemeente”, en dat de bordelen aan de Achterdam, in verband met “de overlast”, om één uur ’s nachts hun deuren moeten sluiten.
Per 3 november 2011 geldt, dat de gemeente voor maximaal 69 werkruimten in prostitutiebedrijven vergunningen mag verlenen; hiertoe besloten B en W op 30/31 augustus of 1 november 2011.

## Kritiek en acties
In 2006 waren politieke partij OPA en buurtvereniging SOS van mening dat, wegens onveiligheid en overlast, de prostitutiebedrijvigheid uit de Achterdam moest worden verwijderd. SOS beschuldigde de seksexploitanten van ‘moord en doodslag, geweld en bedreiging’.
De Alkmaarse PvdA noemde in 2007 de raamprostitutie ‘geen normale’ bedrijfstak.
Eind oktober 2008 verklaarde burgemeester Bruinooge dat 60-90% van de prostituees aan de Achterdam tegen hun wil achter de ramen zit, en dat er ‘voortdurende overlast’ rond de Achterdam is.
Omwonenden van de Achterdam zouden klagen over verkeersoverlast ’s avonds en ’s nachts. Begin juli 2009 bracht de gemeente daarom een verkeersafsluiting aan op de Dijk. Drie maanden later zou de effectiviteit daarvan beoordeeld worden.
In het NOS-journaal van 20 juli 2011 stelde burgemeester Bruinooge dat er “heel veel overlast” is rond de Achterdam. NRC Handelsblad 1 september 2011 stelde dat “omwonenden al jaren klagen over overlast”.

## Prostitutie als ‘criminele activiteit’

### Beschuldiging van heling
Tot 31 augustus 2011 telde de Achterdam 92 prostitutieramen beheerd door firma Nool; deze 92 ramen waren grotendeels gehuurd van diverse eigenaren, en enkele waren in eigendom van Nool zelf.
Nadat exploitant Nool in 2007 verlenging van zijn vergunning voor 92 prostitutieramen had aangevraagd, gaf burgemeester Bruinooge opdracht aan bureau bureau Bibob tot een integriteitsonderzoek naar Nool.
Bibob verdacht de huidige eigenaren van de betreffende panden van witwassen en heling omdat Bibob vermoedde dat de panden ooit door Cor van Hout en/of Johan V. zouden zijn gekocht met crimineel geld.
Daaruit zou volgen dat exploitant Nool in relatie staat tot dat witwassen en die heling.
Op grond hiervan maakte burgemeester Bruinooge op 9 oktober 2008 bekend, de vergunning van Nool niet te verlengen.
Op 27 oktober 2008 deelde Bruinooge mee dat de betreffende ramen al op 10 november 2008 gesloten moesten zijn.

### Rechtbank corrigeert
Nool en anderen maakten bezwaar bij de gemeente tegen het besluit van 27 oktober 2008. Op 23 juni 2009 verwierp de burgemeester deze bezwaren. Daarop stelden Nool en anderen tegen dit besluit beroep in bij de rechtbank Alkmaar. 
De rechtbank stelde op 12 november 2009 dat de burgemeester niet aannemelijk had gemaakt dat de betreffende panden zijn gekocht met crimineel geld, vernietigde het besluit van 23 juni 2009, en droeg de burgemeester op opnieuw de bezwaren van Nool en anderen te beoordelen, met inachtneming van het rechterlijke vonnis. Zowel de burgemeester als Nool en anderen gingen tegen deze uitspraak in hoger beroep bij de Raad van State.

### Raad van State geeft burgemeester gelijk
Op 26 oktober 2010 besloot de burgemeester opnieuw over de bezwaren van Nool en anderen, en verklaarde die opnieuw ongegrond, maar onderbouwde dit nu met twee nieuwe Bibob-rapporten, die met andere bewijzen aannemelijk noemen dat Holleeder en Van Hout in 1994-1996 diverse van de betreffende panden op de Achterdam hebben aangekocht met uit misdaad verkregen geld.
Zowel de burgemeester als Nool en anderen waren, zoals gezegd, in hoger beroep gegaan bij de Raad van State tegen de uitspraak van de Alkmaarder rechtbank van november 2009. Aangezien de burgemeester in oktober 2010 reeds een gewijzigd besluit had genomen, dat nog steeds niet voldeed aan alle bezwaren van Nool en anderen, moest de Raad van State – volgens de Algemene wet bestuursrecht – ook meteen dat nieuwe besluit van de burgemeester beoordelen.
Op 20 juli 2011 sprak de Raad van State uit, dat de burgemeester op 26 oktober 2010 wél voldoende onderbouwd de bezwaren van Nool en anderen had verworpen, en dus terecht de vergunning aan Nool voor de 92 ramen had geweigerd.
Per 1 september 2011 moesten daarom 65 ramen van exploitant Nool dicht.
Reeds in november 2010 namelijk had de firma Nool voor 27 van de 92 ramen, die niet verdacht werden ooit eigendom te zijn geweest van Holleeder of Van Hout of Johan V., en voor zeven nieuwe ramen, apart vergunningen aangevraagd.
Die vergunningen werden haar per 1 september 2011 verleend.